# Fernando Redón
Fernando Redón Huici (Pamplona, 31 de agosto de 1929-Pamplona, 15 de noviembre de 2016) fue un arquitecto español que desarrolló la mayor parte de su carrera profesional en Navarra.

## Biografía
Estudió bachillerato en el colegio de los Hermanos Maristas de Pamplona y Arquitectura en las Escuelas Superiores de Barcelona y Madrid, donde obtuvo el título en 1957 y se doctoró en 1968. Fue autor de los proyectos arquitectónicos de Casa Huarte y el edificio de "Las Hiedras" en la avenida de la Baja Navarra en Pamplona (1959), las Torres de Huarte (1963), que constituyó el primer edificio del llamado III Ensanche de Pamplona, y el Club de Golf de la Ulzama (1964), ambos en colaboración con Javier Guibert. En 1965 construye las viviendas de la Papelera de Navarra en Sangüesa, en 1967 la residencia Juan XXIII de Pamplona y el centro de rehabilitación Elcano (1968). En años siguientes construyó la segunda Casa Huarte en la Manga del Mar Menor (1969), el Centro de Control de la fábrica Portland en Olazagutía (1972), y, como arquitecto interiorista, diversos locales de negocio en Pamplona (1973) en colaboración con Manuel Sagastume, con el que colaborará hasta 1979. En 1992 construyó el pabellón de Navarra de la Exposición Universal de Sevilla, en 1996 proyectó y dirigió las obras de reurbanización del Casco Antiguo de Pamplona. Es también obra suya la bodega Pago de Larrainzar (2002) en Ayegui.
Ocupó diversos cargos institucionales y académicos. En 1979 fue asesor del Departamento de Cultura del Gobierno de Navarra y posteriormente director de la Institución Príncipe de Viana, desde la que impulsó la puesta en marcha de los Festivales de Navarra en Olite. En 1983, fue nombrado asesor del Ministerio de Cultura y ese mismo año ingresó como profesor de Proyectos de la Escuela de Arquitectura de la Universidad de Navarra, cargo que ocupó hasta 1990. Desde 1995 a 2006 fue presidente del Consejo Social de la Universidad Pública de Navarra.
Redón cultivó también la fotografía (en 1979 obtuvo el segundo premio en el Concurso Internacional de Fotografía Nikon, en Japón), la pintura y el diseño gráfico. En los años ochenta inició una intensa actividad como diseñador y editor de publicaciones de naturaleza y arte, autor de catálogos y comisario de diversas exposiciones del patrimonio artístico de Navarra. En 2004 fue galardonado con el Premio Príncipe de Viana de la Cultura.
Casado con María Castiella. Se conocieron en las Torres de Huarte, donde ella vivía con su familia. Vivieron veinticinco años juntos.

## Catálogo
Realizó las siguientes obras:
- 1955: Capilla en el llano amarillo, La Granja, Segovia.
- 1957: Casa Aranzábal, Vitoria.
- 1958: 168 Viviendas sociales Milagrosa, Pamplona.
- 1958: 72 Viviendas sociales en Larraina, Pamplona.
- 1958: Fábrica papelera en Etxezarreta, Legorreta, Guipúzcoa.
- 1959: Aliviaderos del embalse de Yesa, Yesa, Navarra.
- 1959: Casa Felipe Huarte, Pamplona.
- 1959: Fábricas y oficinas Tipsa, Lecumberri, Navarra.
- 1959: Mirador de Larrun, Peña Perugorria, Monte la Ruhne, Navarra.
- 1959: Oficinas y exposición para Matesa, Pamplona.
- 1960: 146 Viviendas en San Juan, Pamplona,.
- 1960: Apartamentos en Zarautz, Zarautz, Guipúzcoa.
- 1960: Concurso Conservatorio de Pamplona.
- 1961: Viviendas Las Hiedras, Pamplona.
- 1962: 48 Viviendas en Irurzun, Irurzun, Navarra.
- 1962: Apartamentos en Fuenterrabía, Guipúzcoa.
- 1962: Apartamentos en Fuenterrabía II, Guipúzcoa.
- 1962: Club Klinker, club Social. Olazgutía, Navarra.
- 1962: Concurso del valle de Asua, Bilbao, Vizcaya.
- 1962: Viviendas en Huarte-Araquil, Navarra.
- 1963: Torres de Huarte, Pamplona.
- 1964: Club de golf de La Ulzama, Valle de Ulzama, Navarra.
- 1964: Torre de Erroz, Pamplona
- 1965: Concurso de Hospedería de Aralar, Santuario de San Miguel de Aralar, Navarra.
- 1965: Planta embotelladora en Betelu, Navarra.
- 1965: Restaurante del Rey Noble (rehabilitación), Pamplona.
- 1965: Viviendas Papelera Navarra, Sangüesa, Navarra.
- 1966: 14 Viviendas en la calle Yanguas y Miranda, Pamplona.
- 1966: Casa Erroz Ondarreta, San Sebastián, Guipúzcoa.
- 1963: Casa Redón y De Las Casas, Ibiza, Baleares.
- 1966: Oficina Caja de Ahorros Municipal, Pamplona.
- 1966: Oficinas Editorial Salvat, Pamplona.
- 1966: Plan parcial Polígono de Longabide, Pamplona.
- 1967: Convento Agustinas de San Pedro, Pamplona.
- 1967:  Fábrica Salvat, Estella, Navarra.
- 1967: Hotel Balneario, Betelu, Navarra.
- 1967: Residencia Juan XXIII MM. Reparadoras, Pamplona.
- 1967: Viviendas en Plaza del Vínculo, Pamplona.
- 1968: Casa de reposo de Las Siervas De María, Villava, Navarra.
- 1968: Clínica de Ubarmin, Elcano Valle de Egüés, Navarra.
- 1969: Casa Felipe Huarte II, Mar Menor, Murcia.
- 1969: Casa Felipe Huarte III, Mar Menor, Murcia.
- 1969: Fábrica Prodex, Pamplona.
- 1969: Guardería infantil (anteproyecto), Pamplona.
- 1970: Casa Echarte, Urrizola, Ulzama, Navarra.
- 1970: Casa Echeverría, Jaizkibel, Fuenterrabía, Guipúzcoa.
- 1970: Casa Redón, Urrizola, Valle de la Ulzama, Navarra.
- 1970: Casa Ros, Urrizola, Valle de la Ulzama, Navarra,.
- 1971: Centro para minusválidos de Cáritas, Pamplona.
- 1971: Local II para editorial Salvat, Pamplona.
- 1972: Belagua, Plan especial de protección, Valle de Roncal, Navarra.
- 1972: Edificio de control Fábrica Portland, Olazgutía, Navarra.
- 1972: Oficina Caja de Ahorros de Navarra, Pamplona.
- 1973: Farmacia Irujo, Pamplona.
- 1973: Local para Cofinorte, Pamplona.
- 1973: Oficina Banco del Noroeste, Pamplona.
- 1973: Sansón y Dalila, local para peluquería, Pamplona.
- 1974: Apartamentos en Valle de Arán, Lérida.
- 1974: Casa Latasa, Olazgutía, Navarra.
- 1974: Casa Rezola, Jaizkibel, Guipúzcoa.
- 1974: Fábrica Girling, Orcoyen, Navarra.
- 1974: Viviendas las Hiedras II, Pamplona.
- 1975: Viviendas en calle Aralar con calle Arrieta, Pamplona.
- 1975: Viviendas prefabricadas, Basora, Irak.
- 1976: 628 Viviendas en Barañáin, Navarra.
- 1979: 15 Viviendas en la calle Aoiz, Pamplona.
- 1982: Exposición Retablo Aralar, Madrid.
- 1984: Baño en Colorcore. (prototipo).
- 1986: Ordenación de la plaza Carlos III, Olite, Navarra.
- 1988: Exposición Orfebrería del Renacimiento, Paplona.
- 1988: Local para selección, Pamplona.
- 1988: Plan Ciudadela, Pamplona.
- 1989: Casa Arnazábal II, Vitoria, Álava.
- 1989: Gráficas Castuera, Torres de Elorz, Navarra.
- 1990: Pabellón de Navarra, Expo '92 Sevilla, Sevilla.
- 1992: Área de Servicio de Zuasti Autopista, Zuasti, Navarra.
- 1993: Restaurante Túbal, Tafalla, Navarra.

## Homenajes
El arquitecto y alcalde de Pamplona, Enrique Maya, junto con otros miembros del consistorio pamplonés colocaron una placa conmemorativa de Fernando Redón, en una vía que une la Vuelta del Castillo con la Avenida de Sancho El Fuerte, de la capital navarra (31 de enero de 2022). Al acto asistió su viuda, María Castiella y su hija Elisa junto con familiares y amigos.